# 임광웅
임광웅(林廣雄, 1957년 4월 10일 ~ )은 대한민국의 농부 출신 정치인이다. 충남 아산시의원을 역임했다. 제4회 전국동시지방선거에서 충남에서 유일하게 진보정당 기초의원으로 당선되었다. 
현재는 충청남도 아산시 인주면 모원리 소재 양계농장인 보리원농장을 운영 중이다. 정의당 소속 정치인인 임푸른은 그의 자녀이다.

## 역대 선거 결과
|  | 21.38% |

|  | 15.20% |

|  | 12.96% |